# Sarah Podorieszach
Sarah Podorieszach (Calgary, 5 giugno 1989) è un'ex slittinista canadese naturalizzata italiana.

## Biografia
Nata a Calgary, in Canada, nel 1989, ha iniziato a praticare lo slittino a 10 anni.
Nel 2005 è passata a gareggiare per l'Italia, paese di origine del padre, di Trieste.
A soli 16 anni ha partecipato ai Giochi olimpici di Torino 2006, nel singolo, terminando undicesima con il tempo di 3'10"874. 
Si è ritirata nel 2011, dopo un infortunio alla caviglia destra in allenamento che l'ha tenuta fuori per diversi mesi.